# کاویس
کاویس روستایی از توابع بخش خلیفان در شهرستان مهاباد است  که در استان آذربایجان غربی ایران قرار دارد.

## جمعیت
این روستا در دهستان منگور غربی واقع شده و براساس سرشماری سال ۱۳۸۵، جمعیت آن ۶۲ نفر (۸ خانوار) بوده‌است.